# 佩克 (堪萨斯州)
佩克（英語：Peck）為位于美國堪薩斯州塞奇威克和索姆奈縣边界的非建制地區，坐落于堪萨斯星赌场以西约2英里处，緊鄰鐵路。2020年美國人口普查指出該社區及其周邊之人口有162人。

## 歷史
當地首間郵局於1887年10月開業。地名源自於當地飯店的所有者喬治·佩克（George Peck）。

## 氣候
該地之氣候特性為「夏季炎熱潮濕、冬季溫和涼爽」，故在柯本气候分类法中屬於副热带湿润气候（在氣候圖中以「Cfa」表示）。

## 人口
美國普查局基於統計目的及需要而將佩克劃為人口普查指定地區（CDP）。